# Cayo Fabio Píctor (pintor)
Cayo Fabio Píctor (en latín, Gaius Fabius Pictor) fue un artista romano que pintó el templo de Salus, al que el dictador Cayo Junio Bubulco Bruto contrató para su censura, 307 a. C., y dedicado durante su dictadura, 302 a. C.. 
Esta pintura, que debe haber estado sobre las murallas del templo, fue probablemente una representación de la batalla que había ganado Bubulco contra los samnitas (véase segunda guerra samnita). Esta es la pintura romana más antigua de la que se tiene referencia. Se conservó hasta el reinado de Claudio, cuando el templo fue destruido por el fuego. 
Dionisio de Halicarnaso, en un pasaje que destaca Barthold Georg Niebuhr, elogia la gran corrección del dibujo en este mural, la gracia de la coloración y la ausencia de todo manierismo y afectación.